# Phare de Garden Key
Le phare de Garden Key (en anglais : Garden Key Light), aussi connu sous le nom de phare de Tortugas Harbor est un phare inactif situé sur Fort Jefferson, à Garden Key, une des îles des Dry Tortugas dans l'archipel des Keys appartenant au comté de Monroe en Floride.
Le phare fait partie du parc national des Dry Tortugas, qui est inscrit au Registre national des lieux historiques depuis le 26 octobre 1992 sous le n° 01000228.

## Histoire
Le premier phare, commencé en 1824 et mis en service en 1826, était une tour conique en brique. Le phare et ses dépendances étaient les seules structures sur Garden Key jusqu'au début de la construction du fort Jefferson en 1846. La construction se poursuivit jusqu'en 1861, mais le fort ne fut jamais achevé.
En 1858, le phare de Dry Tortugas fut construit sur une île voisine et la lentille de Fresnel de premier ordre du phare de Garden key fut déplacée. Le phare de Garden Key a reçu une lentille de Fresnel de quatrième ordre et est devenu la lumière du port pour le fort Jefferson. En 1877, la tour en briques fut rasée et remplacée par une tour en fer au sommet d'une cage d'escalier du fort. En 1912, la maison du gardien a brûlé et le phare a été automatisé avec des réservoirs d'acétylène compressé remplaçant l'alimentation au kérosène. La lumière a été désactivée en 1924.
Le cuirassé USS Maine faisait partie de l'escadron stationné à Garden Key lorsqu'il explosa et coula dans le port de La Havane, à Cuba. Le roman de James Fenimore Cooper, Jack Tier': The Florida Reefs, publié en 1848, est situé au phare de Garden Key. La nouvelle After the Storm d'Ernest Hemingway, en 1932, parle d'un naufrage entre Garden Key et Rebecca Shoal, à l'est de Garden Key.

## Description
Le phare  est une tour hexagonale en fonte à claire-voie de 25 m de haut, avec une galerie hexagonale et une lanterne. La structure est totalement noire.
Identifiant : ARLHS : USA-316.

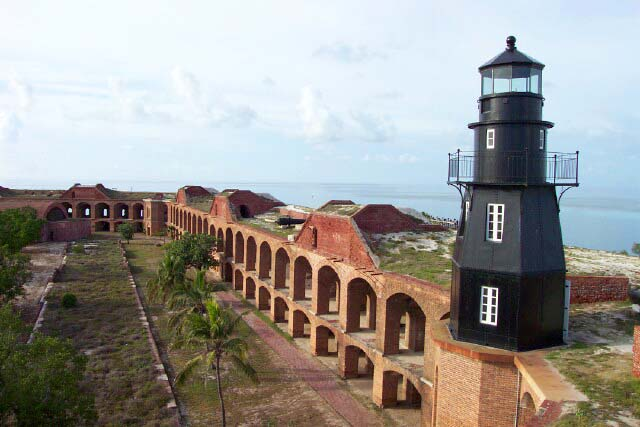
Le phare.
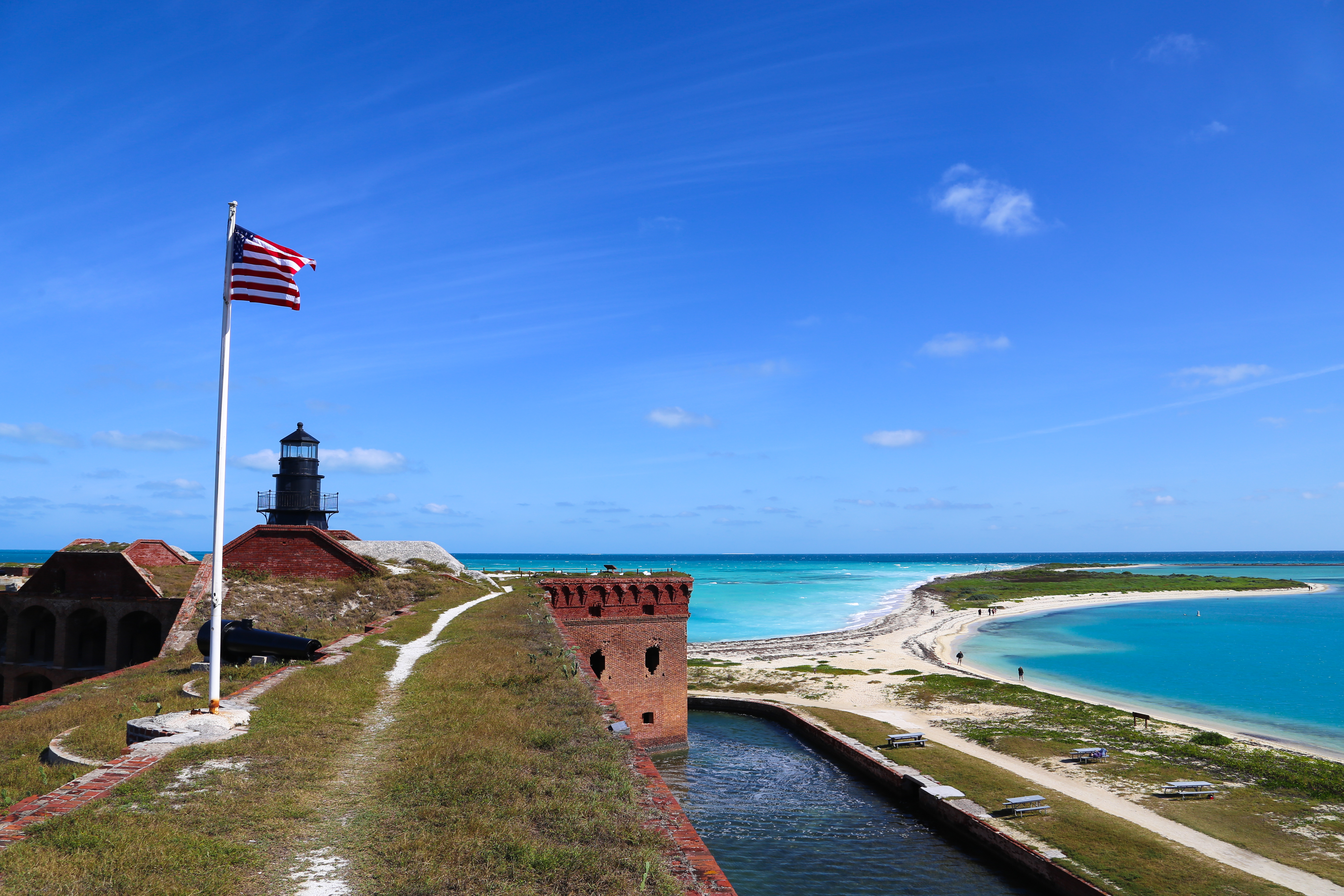
Le phare.
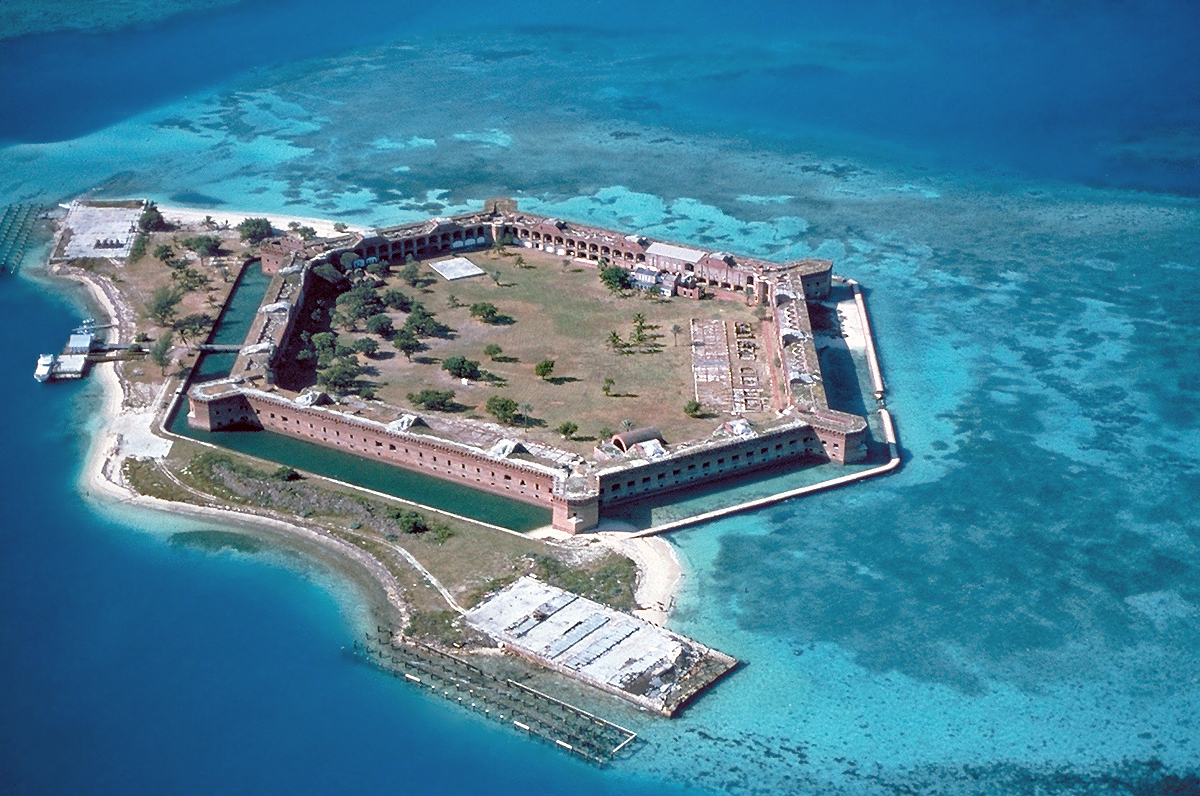
Fort Jefferson.